# Італійський брейнрот

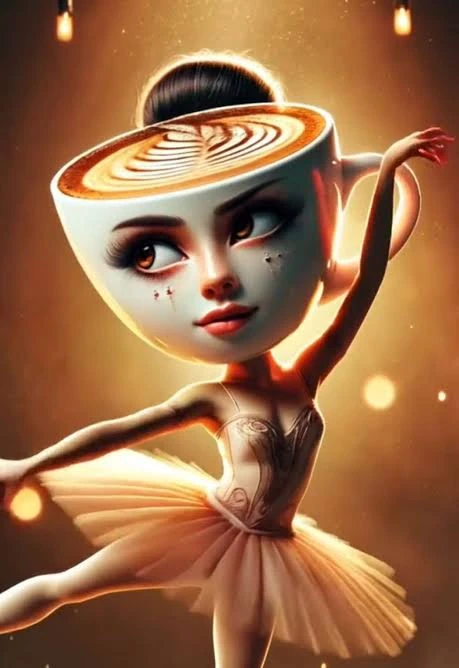
Ballerina Cappucina

Італійський брейнрот, італійські тварини — інтернет-мем, що виник на початку 2025 року, характеризується абсурдними та іронічними фотографіями та відео за участю згенерованих нейромережами істот із псевдоіталійськими іменами, такими як Tralalero Tralala та Bombardiro Crocodilo. Феномен швидко поширився на платформах TikTok і Instagram завдяки поєднанню синтезованого «італійського» озвучення, гротескної візуальної подачі та «безглуздого наративу». Термін «брейнрот» («гниття мозку») використовують для опису контенту, що викликає одночасно відторгнення та залежність; за даними ЗМІ, вираз увійшов до списку слів року за версією Оксфордського словника.

## Опис
Тварини та істоти, які асоціюються з феноменом італійського брейнрота — образи, згенеровані нейромережами та візуалізовані в абсурдній, навмисне безглуздій манері. Як правило, це гібриди тварин, побутових об'єктів, їжі, зброї та фантастичних елементів, об'єднані під стилізованими італійськими назвами. Ці персонажі поєднують елементи сюрреалізму, візуальної тривожності (uncanny valley) та інтернет-іронії, характерної для постіронічного гумору покоління Z.
Образи часто супроводжуються синтезованим закадровим голосом з італійським акцентом, що читає абсурдні описи і вигадану біографію персонажа. Найчастіше текст звучить як суміш італійської, англійської та вигаданих слів, що підсилюють ефект нереальності. Наприклад: «Bombardiro Crocodilo — un fottuto alligatore volante che vola e bombarda i bambini a Gaza e in Palestina».

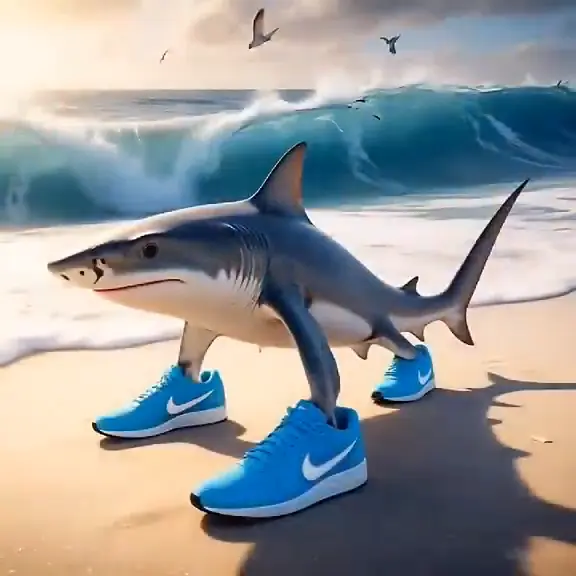
Tralalero Tralala

Найбільш відомими персонажами цього жанру є:
- Tralalero Tralala — тринога акула в кросівках Nike, що стала першим вірусним персонажем жанру. Саме з цього образу почалося масове поширення мему[5]. Відео користувача TikTok @amoamimandy.1a з цим персонажем зібрало майже 40 мільйонів переглядів[2].

- Bombardiro Crocodilo — гібридна істота, що є головою крокодила, сполученою з корпусом військового бомбардувальника. Цей персонаж є одним із центральних символів жанру, що часто тиражується у фанатських мемах і творчості. Використовується для створення пародійних та псевдоепічних сюжетів[1].
- Ballerina Cappuccina — образ кружки з капучино, одягненої в балетну пачку і пуанти. Персонаж підкреслює абсурдність жанру поєднанням непоєднуваного: побутового об'єкта та класичного танцювального образу. Часто супроводжується фразами, що належать до італійської культури(інші мови) та естетики.[1]

## Використання у рекламних кампаніях
Візуальний стиль і формат італійського брейнрота почали використовувати різні бренди з метою нативної реклами та залучення молодої аудиторії. Авіакомпанія Ryanair однією з перших інтегрувала елементи жанру у свої публікації в TikTok, випустивши ролики, стилізовані під абсурдні ШІ-меми, із зображенням літака як персонаж і фрази на кшталт «Welcome to the family».
Мовний освітній сервіс Duolingo також використовував брейнрот-стилістику, публікуючи контент із безглуздими псевдоіталійськими фразами, озвученими синтезованими голосами, що викликало активний відгук у соціальних мережах.